# Nesiergus halophilus
Nesiergus halophilus é uma espécie de aranha pertencente à família Theraphosidae (tarântulas).